# Pârâul lui Eftimie
Pârâul lui Eftimie este un afluent al râului Șomuzul Mare. Râul este situat la limita nordică a orașului Fălticeni.

## Hărți
- Harta județului Suceava